# I dina ungdomsdagar
I dina ungdomsdagar är en psalmtext med fem 4-radiga verser och en 4-radig refrängtext författad av den frikyrklige predikanten Emil Gustafson i Helgelseförbundet. Bibelcitatet Gustafson styrkte det sanna i psalmtexten med var Men vet, att för allt detta skall Gud hafva dig fram för domen, Predikaren 11:9. Någon melodi anges inte i Gustafsons egen psalmbok.  Refrängens text, som finns i körregistret,  lyder:
Gör hvad ditt hjärta lyster
I dina unga år.
Ty grafven, kall och dyster, 
Och domen förestår.

## Publicerad i
- Hjärtesånger nr 10 under rubriken Väckelse- och Inbjudningssånger med titeln Gläd dig, o yngling!.